# Рика Масуја
Рика Масуја (јап. 増矢 理花; 14. септембар 1995) јапанска је фудбалерка.

## Репрезентација
За репрезентацију Јапана дебитовала је 2014. године. За тај тим одиграла је 27 утакмица и постигла је 6 голова.

## Статистика
| Јапан  | Јапан | Јапан |
| Год.   | Ута.  | Гол.  |
| ------ | ----- | ----- |
| 2014   | 7     | 2     |
| 2015   | 3     | 1     |
| 2016   | 3     | 0     |
| 2017   | 2     | 0     |
| 2018   | 12    | 3     |
| Укупно | 27    | 6     |